# 热列兹诺戈尔斯克 (克拉斯诺亚尔斯克边疆区)
热列兹诺戈尔斯克（羅馬化：Zheleznogorsk）是俄罗斯克拉斯诺亚尔斯克边疆区的一个保密行政区，人口84,795人（2010年）。
热列兹诺戈尔斯克是前苏联于1950年创建的一个保密行政区，主要生产钚武器。1992年，俄罗斯总统鲍里斯·叶利钦颁布法令解除其保密状态。